# Derecho masónico

El presente artículo aborda el Derecho masónico. El gremio de la masonería antigua, como todos los gremios de los oficios, se fundamentaba sobre estatutos, reglas y usos y costumbres que configuraban el marco organizativo y regulador en una época, la Alta Edad Media, en la que se carecía de cualquier otro referente normativo, más allá de la voluntad del Señor, refiriéndose esta expresión tanto al Amo como a Dios. 
La historia de la francmasonería es indisociable de la historia inglesa y es en Inglaterra donde se constituye la primera Gran Logia en 1717 a partir de la reunión de cuatro logias que será denominada Gran Logia de Londres. La promulgación en 1723 de las Constituciones de Anderson, redactadas principalmente por René Gully (conocido como René Désaguliers), supondrá para la francmasonería el paso de la antigüedad a la modernidad, manteniendo la tradición de los antiguos masones operativos. El nacimiento de la primera "Obediencia" u "Orden" masónica, así como del concepto de Derecho masónico, está íntimamente vinculado con la redacción y aprobación de esta carta constitutiva.